# Nyabihu (distrito)
Nyabihu é um distrito (akarere) na província do Oeste de Ruanda. Sua capital é Buhoma (Karago).

## Setores
O distrito de Nyabihu é dividido em 12 setores (imirenge): Bigogwe, Jenda, Jomba, Kabatwa, Karago, Kintobo, Mukamira, Muringa, Rambura, Rugera, Rurembo e Shyira.